# Schoenlandella rufomaculata
Schoenlandella rufomaculata är en stekelart som först beskrevs av Cameron 1910.  Schoenlandella rufomaculata ingår i släktet Schoenlandella och familjen bracksteklar. Inga underarter finns listade i Catalogue of Life.